# Чибу
Чибу (Јапански:中部地方; Chūbu-chihō) је географско подручје и регион у Јапану. Налази се у централном делу највећег острва Хоншу.
Регион се састоји од девет префектура: Аичи, Гифу, Фукуи, Ишикава, Нагано, Нигата, Шизуока, Тојама и Јаманаши.